# 倉橋 (海防艦)
倉橋（くらはし）は、日本海軍の海防艦で、御蔵型海防艦の5番艦。艦名は広島県の倉橋島にちなむ。

## 艦歴

### 計画-竣工-練成
マル急計画の海防艦甲型、第310号艦型の18番艦、仮称艦名第327号艦として計画。1942年2月14日、海防艦乙型（基本計画番号E20）の基本計画が決定したため、それに従って建造されることとなった。当初は第322号艦型となっていたが、基本計画番号E20の建造は予定を繰り上げて第320号艦を第1艦とした第320号艦型に改められた。
1943年（昭和18年）6月1日、日本鋼管株式会社鶴見造船所で起工。8月31日、日本鋼管株式会社で建造の海防艦に「倉橋」と「千振」の艦名が与えられた。同日附で海防艦3隻（淡路、倉橋、千振）は御蔵型海防艦に類別された。本籍を横須賀鎮守府と仮定。10月15日、進水。12月20日、艤装員事務所を日本鋼管鶴見造船内事務所に設置し事務開始。
1944年（昭和19年）2月19日、倉橋は竣工した。艤装員事務所を撤去。同日付で本籍を横須賀鎮守府に、役務を横須賀鎮守府警備海防艦にそれぞれ定められる。呉防備戦隊に編入され、練成教育訓練に従事する。

### 1944年3月-10月 ヒ船団護衛
1944年（昭和19年）3月10日、倉橋は呉防備戦隊より除かれる。同10日付で、海上護衛総司令部隷下で南西方面のシーレーン防備を担任する第一海上護衛隊に編入される。
同時期、軽空母海鷹は第九三一海軍航空隊の九七式艦上攻撃機を搭載し、九州の佐伯で訓練をおこなっていた。
11日から16日にかけて、倉橋は海鷹の着艦訓練に協力する。訓練終了後、3月17日付で海鷹は第一海上護衛隊に編入される。海鷹と倉橋は呉にむかった。倉橋は21日まで呉に在泊。21日、門司へ回航。23日、モタ13船団（12隻）を第26号駆潜艇とともに護衛し、門司を出発する。29日に船団から離れて対潜制圧を行いつつ、30日台湾高雄市に到着した。
4月2日、倉橋はタモ15船団（6隻）を護衛して高雄を出発した。8日、門司の手前で船団から分離し佐世保へ移動する。9日から12日にかけて、佐世保海軍工廠に入渠し修理を行った。14日、鎮海湾へ移動する。
4月16日、倉橋は敷設艦白鷹（第六護衛船団司令官梶岡定道少将座乗、船団旗艦）、駆逐艦3隻（朝風、白露、藤波）や支那方面艦隊からの応援部隊等とともに竹モタ17船団を護衛し、鎮海を出撃した。泗礁山を経由してマニラへ移動中の26日、米潜水艦ジャックの雷撃により加入船舶の第一吉田丸が撃沈され、死者2,500名以上を出した。
27日、竹一船団はマニラに到着した。マニラ以北は海上護衛総司令部部隊の、マニラ以南は連合艦隊の担任のため竹船団の編成替えがおこなわれ、倉橋は竹船団から除かれた。
29日、ヒ59船団と合同のため、倉橋は単艦でマニラを出発した。ヒ59船団部隊と合流し、5月2日マニラに到着した。
5月4日、倉橋はマタ19船団（9隻）を護衛してマニラを出発した。5日、ヒ61船団部隊（指揮官は第八護衛船団司令官佐藤勉少将）（2日前に六連出発、旗艦佐渡、空母大鷹、駆逐艦電、響ほか、加入船舶11隻）に合同するため単艦分離する。6日からヒ61船団部隊を、7日からは同船団の海軍配当船仁榮丸を護衛した。8日朝、米潜水艦ホーの雷撃によりタンカーあかね丸が損傷した。倉橋は1630に台湾高雄へ到着した。
高雄到着から2時間後には、前日に高雄を出港したミ03船団（20隻）と合同するため、単艦で高雄を出発した。10日、米潜水艦コッドはミ03船団部隊を襲撃する。特設運送船昌平丸と駆逐艦刈萱が被雷して沈没した。倉橋は対潜制圧を行い、11日マニラに到着した。
翌12日、ヒ61船団部隊を護衛し、マニラを出発する。倉橋は16日からシンガポールの手前で対潜制圧を行い、ヒ61船団部隊より遅れて19日シンガポールに入港した。
5月23日、復航のヒ62船団部隊（空母大鷹、海防艦佐渡、倉橋ほか、加入船舶8隻）はシンガポール出発する。29日、特設運送船神鳳丸に故障が発生したため、倉橋はこれを護衛し、船団本隊に1日遅れの30日にマニラへ到着した。
6月1日、引き続きヒ62船団部隊（大鷹、佐渡、倉橋ほか）はマニラを出発する。8日、ヒ62船団部隊は門司に到着した。
門司到着後の倉橋と佐渡は、佐世保へ移動する。倉橋は10日から22日にかけて佐世保海軍工廠で整備を行う。22日、2日前に門司を出港したヒ67船団部隊（指揮官は第八護衛船団司令官、白鷹、平戸ほか。門司出港時12隻）に合同するため、倉橋は単艦で佐世保を出発する。ヒ67船団部隊と合流後の29日、サンフェルナンド北西で2隻が被雷したが、沈没はしなかった。30日、ヒ67船団部隊は全船マニラに入港した。
7月3日、被雷損傷した2隻を残し、ヒ67船団部隊（加入船舶10隻、白鷹、平戸、倉橋、海13）はマニラを出発した。
9日、ヒ67船団部隊はシンガポールに到着した。
復航のヒ68船団部隊（白鷹、平戸、倉橋ほか、加入船舶16隻）は14日にシンガポールを出発した。
19日昼頃、シンガポールにむかっていた第十六戦隊所属の軽巡洋艦大井と駆逐艦敷波を米潜水艦フラッシャーが襲撃する。魚雷の命中により大井は航行不能となり、被雷してから約5時間後に沈没した。大井（損傷艦）と敷波（護衛艦）を救援するため、倉橋は一時船団から離れる。ヒ68船団部隊は20日にマニラへ入港し、倉橋は21日になってマニラに入港した。
ヒ68船団部隊のマニラ到着と同時に、ヒ69船団部隊（第五護衛船団司令官吉富説三少将、旗艦「香椎」、軽空母3隻による南西方面むけ航空機輸送を兼務）もマニラに到着していた。
同地でモマ船団（門司～マニラ間航路）構成船や、元ヒ69船団で航空機輸送任務を終えた大鷹がヒ68船団に加入する。
23日、再編成されたヒ68船団部隊（平戸、倉橋、御蔵、草垣ほか、大鷹など加入船舶16隻）はマニラを出発する。
経由地の高雄へ向け航行中の25日から26日にかけて、米潜水艦3隻（アングラー、フラッシャー、クレヴァル）が相次いでヒ68船団を襲撃する。4隻が被雷（3隻沈没、聖川丸小破）。倉橋は陸軍徴傭船安芸丸の救難と対潜掃討を行う。高雄入港後に船団と船団護衛部隊双方の再編成を実施し、平戸や倉橋や御蔵などは引き続きヒ68船団（9隻）を護衛して28日、高雄発。30日、ヒ68船団部隊は六連沖に到着した。8月3日、門司に到着した。8月5日から平戸、倉橋、御蔵は佐世保海軍工廠で整備を行う。
整備後、各艦は伊万里に回航してヒ71船団と合同、六連を出発した。
10日、第六護衛船団司令官梶岡定道少将（旗艦平戸）を指揮官とするヒ71船団部隊（護衛隊〈大鷹、藤波、夕凪、平戸、倉橋、御蔵、昭南ほか〉、加入船舶速吸や伊良湖ほか約20隻）は伊万里を出発した。
出港後に1隻が故障のため離脱したが、特に被害なく経由地の澎湖諸島馬公に入港した。同地で応援の駆逐艦朝風と対潜掃討小隊の海防艦4隻（佐渡、松輪、択捉、日振）が加わる。
17日、ヒ71船団部隊は馬公を出港しマニラへ向かったが、18日から19日にかけて米潜水艦フラッシャーなどアメリカ潜水艦群の攻撃を受け8隻が被雷し、うち大鷹や速吸など5隻が沈没した。
倉橋は船団からはぐれた陸軍徴傭船日昌丸を護衛し、21日マニラへ入港した。ヒ71船団部隊より分離して対潜掃蕩を行っていた海防艦3隻（佐渡、松輪、日振）もマニラ入港直前の22日、米潜水艦ハーダーとハッドの襲撃で全滅した。
大打撃をうけたヒ71船団部隊はマニラで再編成を行った。
26日、ヒ71船団部隊（平戸、倉橋、藤波ほか、加入船舶6隻）はマニラを出発した。9月1日、シンガポール着。
復航のヒ72船団部隊（平戸、倉橋、御蔵、敷波、海11号、加入船舶6隻）は9月6日にシンガポールを出発した。駆逐艦敷波（第十六戦隊）は、内地で修理予定であった。
11日、同船団にマモ03船団（3隻）が合流し、ともに門司へ向かう。
12日、ヒ72船団部隊を米潜水艦3隻（グロウラー、パンパニト 、シーライオン2世）が襲撃する。加入船舶4隻と船団護衛部隊の海防艦平戸（ヒ72船団旗艦）と駆逐艦敷波が相次いで撃沈された。
倉橋は平戸の生存者を救助したのち特設運送船香久丸（元マモ03船団）を護衛し、13日海南島三亜に入港。14日、同じく三亜に回航していた御蔵とともに残存船の救援に出動し、同日楡林に入港した。
9月16日、倉橋はヒ75船団部隊（空母神鷹、海防艦干珠〈第八護衛船団司令官佐藤勉少将の旗艦〉、満珠、三宅、駆逐艦夕月、卯月、水上機母艦秋津洲など加入船舶11隻）に合流するため楡林を発し、18日ヒ75船団部隊に合流した
。
22日、ヒ75船団部隊はシンガポールに到着した。
10月2日、復航のヒ76船団部隊（神鷹、干珠、満珠、三宅、倉橋、鵯、第28号海防艦、加入船舶9隻）はシンガポールを出発した。8日、マニラ西方で特設運送船君川丸が米潜水艦ベクーナに雷撃される。被雷して損傷した君川丸はマニラへ回航された。
その後、米軍機動部隊艦載機は沖縄・台湾方面に空襲を敢行する（十・十空襲）。海南島三亜への退避命令が出たため、ヒ76船団部隊は11日三亜に入港した。台湾沖航空戦の経過ふまえヒ76船団部隊は16日に海南島を出発したが、米軍機動部隊がフィリピンのルソン島を襲撃したため、ふたたび海南島に引き返した。

### 捷一号作戦
同時期の日本海軍は、海南島所在のヒ76船団と、シンガポール所在のヒ78船団のタンカーを、レイテ島へ突入する連合艦隊の補給に転用する意向であった。連合艦隊は燃料補給部隊について各方面に内示をおこない（GF機密第161535番電）、倉橋に対しては「四 日榮丸、良榮丸及三宅、倉橋、滿珠(何レモ十五日〇八〇〇楡林発馬公回航中)ヲ第一遊撃部隊ニ編入ス」と発令した。中央では、大本営陸軍部（参謀本部）と大本営海軍部（軍令部）が、タンカーおよび燃料の分配をめぐって紛糾していた。
10月17日、第二艦隊司令長官栗田健男中将（第一遊撃部隊指揮官）はタンカーの確保に追われ、その一環として独断で日栄丸と良栄丸の海南島三亜待機を命じた。第一海上護衛隊作戦指揮下の4隻（千振、倉橋、第19号海防艦、第27号海防艦、敷設艇由利島）は第一遊撃部隊作戦指揮下に編入された。
10月18日、大本営陸海軍部は捷一号作戦を発動した。連合艦隊司令部が手配したタンカーは、ようやく正式に第一遊撃部隊に配属された。ヒ76船団は、事実上空中分解した。タンカー日栄丸は栗田長官から海南島三亜待機を命じられていたが、連合艦隊司令長官はGF電令作第473号（18日11時33分）をもって、3隻（日栄丸、倉橋、海防艦25号）のカラミアン諸島コロン島回航を命じた。同日1830、日栄丸船団は三亜を出航してコロン湾にむかった。ところが第一海上護衛隊司令官は、先にコロン湾所在艦船が米軍機動部隊艦上機の空襲をうけて大被害を受けたことに考慮し、パラワン島ウルガン湾への移動を勧告した。日栄丸船団は連合艦隊の指示を待たずにウルガン湾へむかった。
22日午前7時、栗田長官は第一遊撃部隊補給部隊の編成を発令し、海防艦3隻（倉橋、三宅、満珠）とタンカー2隻（日栄丸、良栄丸）は、軍隊区分第二補給部隊に配置された。同日昼頃、日栄丸船団はウルガン湾に到着した。日栄丸船団は23日までウルガン湾で待機した。24日、日栄丸船団はウルガン湾を出発し、25日コロン湾着。27日付で南西方面艦隊の指揮下に入る。28日コロン湾を出発、29日にマニラ着。翌30日、マニラを出発しシンガポールへむかった。

### 1944年11月-1945年1月 台湾方面護衛
1944年（昭和19年）11月15日、倉橋は第一遊撃部隊の作戦指揮を解かれて第一海上護衛隊に復帰した。21日、倉橋は単艦でシンガポールを出発し、ミリへ移動した。同地でシマ05船団（11月18日シンガポール出港時7隻、24日ミリ出港時4隻）と合同し、24日ミリ発。25日、米潜水艦ミンゴはシマ05船団を襲撃する。陸軍徴傭船まにら丸が被雷沈没したが、他の艦船は29日にマニラに到着した。
12月10日、第一海上護衛隊は第一護衛艦隊に改編された。
12月31日、駆逐艦4隻（浜風、磯風、時雨、旗風）と海防艦5隻（御蔵、屋代、倉橋、満珠、第13号）はヒ87船団部隊（指揮官は第七護衛船団司令官駒沢克己少将、特務艦神威など約10隻）を護衛し、門司を出撃した。
空母龍鳳は特攻兵器桜花を搭載し、第17駆逐隊（浜風、磯風）が護衛した。途中、船団部隊は舟山島北東錨地に退避した。
1945年（昭和20年）1月6日-7日、ヒ87船団部隊は台湾基隆港外で仮泊する。同7日午前11時25分、米潜水艦ピクーダの雷撃により陸軍配当船宗像丸が被雷して損傷した。ヒ87船団部隊は台湾高雄へ先行し、第17駆逐隊司令が宗像丸警戒の指揮をとる。倉橋は宗像丸の護衛を命じられて残留した。第17駆逐隊（浜風、磯風）は龍鳳を基隆に送り届けると反転し、宗像丸および倉橋と合流した。宗像丸は3隻（浜風、磯風、倉橋）に護衛され、基隆に到着できた。
その後、浜風と磯風は船団部隊との合流を急いで先行し、倉橋は高雄回航を指示された。
9日、ヒ87船団部隊は高雄に到着したが、米軍機動部隊（第38任務部隊）艦上機の空襲をうける。台湾周辺の艦船や基地に被害が出た。
ここでヒ87船団の再編がおこなわれた。磯風と御蔵は基隆へ移動し、龍鳳と共に別の船団を護衛して内地へ戻っていった。一方、陸軍特殊船を護衛していた海防艦（干珠、三宅、能美）等がヒ87船団に加わり、1月10日に高雄を出発、13日夕刻香港着。15日から16日にかけて香港港外で空襲を受け、ヒ87船団部隊は大打撃をうけた。倉橋は至近弾多数を受けて損傷、戦死2名・負傷14名を出した。
20日、倉橋はヒ87B船団を護衛して香港を出発した。同船団を海南海峡まで護衛し、単艦反転し24日香港に帰投。24日から29日まで、香港で修理を行う。29日、単艦基隆へ回航し、31日基隆着。

### 1945年2月以降
1945年（昭和20年）2月3日、タモ40船団を護衛し基隆発。2月5日、第一海防隊に編入。6日から7日にかけて泗礁山で仮泊。12日、損害を受けることなく全艦船が六連に到着。倉橋は佐世保へ回航し、13日から3月5日にかけて佐世保海軍工廠で入渠し修理。
3月5日、ヒ88F船団と合同のため佐世保発。伏瀬灯台-彦島を経由し、7日に対馬北端で同船団と合同。8日、六連着。14日、モタ42船団（2隻）を護衛し六連発。途中、大長金山南方と大北列島を経由し、27日基隆着。31日、タモ52船団（2隻）を護衛し基隆発。内地到着後は朝鮮半島南岸で船団護衛に従事。
終戦時は元山に所在。8月15日、大湊へ回航。25日、横須賀鎮守府第一予備海防艦に定められる。9月15日から室蘭沖で掃海に従事。11月30日、海軍省の廃止に伴い、帝国海防艦籍から除かれた。

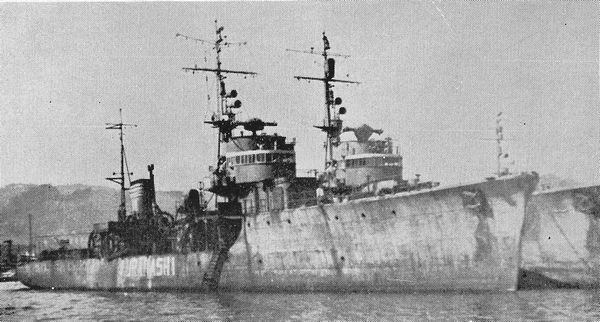
1947年春、特別保管艦として横須賀で繋留中の倉橋（左）と屋代（右）

### 戦後 復員輸送
1945年12月1日、第二復員省の開庁により、大湊地方復員局所管の掃海艦に定められ、引き続き掃海に従事。
1946年（昭和21年）3月、海防艦屋代、海第四十八号、海第四十九号、海第七十七号、米掃海艇ショーヴラー(USS Shoveler, AM-382)、レッドスタート(USS Redstart, AM-378)と共に奄美大島を基地にして喜界島近海での掃海任務にあたった。
9月1日、大湊地方復員局所管の特別輸送艦に改められたが、同日付で特別保管艦に指定され、横須賀特別保管艦艇第四保管群に配される。
1947年（昭和22年）3月31日、大湊地方復員局の廃止により、所管を横須賀地方復員局に改められる。9月4日、特別輸送艦の定めを解かれる。14日、賠償艦としてイギリスへ引き渡されたが売却された。イギリス軍ではアメリカから譲渡された護衛駆逐艦や、自国で建造された駆逐艦等護衛艦の一部が余剰となっており、不要と判断されたためだという。1948年（昭和28年）1月15日にかけて、名古屋船渠で解体された。倉橋の残務整理は第四群残務整理班で実施され、1947年11月1日に終了した。

## 艦長
艤装員長
1. 仁木伊三郎 大尉：1943年12月30日 - 1944年2月19日

海防艦長/艦長
1. 仁木伊三郎 大尉/少佐：海防艦長 1944年2月19日 - 1945年6月30日
2. 森泰隆 少佐/第二復員官：1945年6月30日 - 艦長 1945年12月1日 - 1945年12月10日
3. 繼一 第二復員官/第二復員事務官：1945年12月10日 - 1946年4月1日
4. 田中一郎 第二復員事務官：1946年4月1日 - 退任年月日不明[注 26]
5. 冨士川賢次 復員事務官：1947年8月15日 - 1947年9月1日

### 注
1. ↑  これは第310号艦型の価格であり、基本計画番号E20としての価格ではない。
2. ↑  この数字は法令上の定員数であり、特修兵、その他臨時増置された人員を含まない。
3. ↑  マル急計画の当初計画での番数。
4. ↑  1943年（昭和18年）12月22日付（内令第2776号）で、海防艦能美が艦艇類別等級別表において淡路の次に御蔵型に登載された[5]。このため能美が通算で4番艦に[6]、倉橋は通算で5番艦となった[4]。
5. ↑  軍艦「海鷹」は、貨客船あるぜんちな丸を航空母艦に改造したもの[15]。1943年（昭和18年）11月23日付で軍艦籍となり[16]、大鷹型航空母艦に類別[17]。
6. ↑  ヒ59船団は4月20日に門司を出発した[31]。出発時は第一号海防艦と第十一号海防艦が護衛、途中から第二十号海防艦が加入した[21]。
7. ↑  ヒ61船団部隊は5月9日にマニラ着[40]。第6駆逐隊（電、響）とタンカー3隻はヒ61船団より分離してマニラからバリクパパンにむかうが[36]、5月14日に電は米潜水艦ボーンフィッシュに撃沈された[41][42]。
8. ↑  ヒ69船団が輸送した航空機は、フィリピン配備の第一航空艦隊むけ器材であった[63]。空母神鷹は零式艦上戦闘機のほかに、第三八一海軍航空隊向け局地戦闘機雷電と、対潜哨戒の九七式艦上攻撃機を搭載した[64]。空母大鷹と海鷹は大量の航空機をデリックで詰み込んでおり[65]、対潜哨戒を実施できるのは神鷹だけだった[66]。
9. ↑  ヒ69船団部隊（軽巡香椎、空母神鷹ほか）は7月25日にマニラを出発、シンガポールにむかった[69]。大鷹はヒ68船団に加入し、海鷹はマモ01船団として内地へむかい[70]、高雄経由で8月4日門司到着[71]。内地帰投後は呉海軍工廠で機関の修理をおこなった[72]。
10. ↑  『第一海上護衛隊戦時日誌（昭和19年7月1日-31日）』の記述による[51]。駒宮『戦時輸送船団史』、p. 213では8隻としている。
11. ↑  第一海上護衛隊の麾下艦船部隊行動表（昭和19年8月）では、ヒ68船団任務終了後の倉橋は門司滞在とする[76]。入渠・修理工事表では、倉橋は佐世保で修理をおこなっている[77]。
12. ↑  夕雲型駆逐艦藤波（第32駆逐隊）はタンカー旭東丸の護衛を兼ね、リンガ泊地進出を命じられていた[80]。
13. ↑  木俣滋郎『日本海防艦戦史』75ページでは「択捉は欠」と記述するが、同艦はヒ71船団に同行している。
14. ↑  沈没艦の生存者を救助してヒ71船団より分離した駆逐艦朝風は、別の船団を護衛中の8月23日に米潜水艦ハッドの雷撃で沈没した[92]。ヒ71船団損傷艦を護衛して分離した駆逐艦夕凪も、8月25日に米潜水艦ピクーダの雷撃で沈没した[93]。
15. ↑  ヒ75船団部隊は9月8日に門司出撃、9月13日に基隆で新たな船舶と護衛艦艇を加えた[107]。9月17日、ヒ75船団部隊より水上機母艦秋津洲、特設巡洋艦西貢丸、第30駆逐隊（夕月、卯月、秋風/途中合流）が分離しマニラにむかうが、18日にフラッシャーの襲撃で西貢丸は撃沈された[108]。9月21日のマニラ空襲で駆逐艦皐月が沈没し[103][109]、第30駆逐隊はマタ27B船団を護衛して内地にむかった[110]。
16. ↑  姉妹艦の御蔵はヒ72船団の護衛を続けたが9月20日の空襲で大破、航行不能となり馬公に曳航された[94][111]。馬公海軍工作部で修理をおこなう[112][113]。
17. ↑  君川丸は応急修理のあと、マタ30船団に所属して台湾にむかったが、ルソン海峡通過中の10月23日に米潜水艦（ソーフィッシュ）の雷撃をうけて沈没した[118]。
18. ↑  第二艦隊司令長官栗田健男中将を指揮官とする第一遊撃部隊と、第五艦隊司令長官志摩清英中将を指揮官とする第二遊撃部隊。
19. ↑  9月24日の空襲で水上機母艦秋津洲沈没[131]、給糧艦伊良湖沈没[132]など。
20. ↑  第21駆逐隊所属の駆逐艦時雨は第二水雷戦隊（司令官古村啓蔵少将）本隊と合流するため、ヒ87船団の護衛をかねてシンガポール進出を命じられていた[141]。
21. ↑  木俣滋郎『日本空母戦史』846ページのヒ87船団編成表では、護衛隊の海防艦を「千振、三宅、屋代、その他3隻(?)」と記述している。手塚正己『軍艦武藏下巻』458ページのヒ87船団編成では「昭南、御蔵、屋代、倉橋、満珠、第13号」とする[143]。
22. ↑  第17駆逐隊の駆逐艦雪風は出撃直前に機関故障を起こし、第17駆逐隊司令新谷喜一大佐は司令駆逐艦を浜風に変更した[148]。
23. ↑  龍鳳は基隆に到着し、輸送物件（桜花）の揚陸に成功した[152]。
24. ↑  1月8日未明、悪天候下で輸送船海邦丸と浜風の衝突事故が発生した[155]。浜風はヒ87船団に同行できなくなり、馬公に入港して修理をおこなった[156]。司令駆逐艦は磯風に変更され、ヒ87船団部隊に同行した[157]。
25. ↑  一連の空襲で、香港では神威が大破[166]。高雄では、駆逐艦旗風が被弾して沈没した[167]。
26. ↑  2015年現在公開中の第二復員省辞令公報および復員庁第二復員局辞令公報では、田中第二復員事務官の退任発令は確認できない。